# Roadies
Roadies ist eine US-amerikanische Fernsehserie.
Das Comedy-Drama wurde von Cameron Crowe erdacht, der auch Regie bei der ersten Folge führte.
Die Serie wurde nach nur einer Staffel abgesetzt.

## Inhalt
Die Serie folgt den namensgebenden Roadies, einem Team von Technikern, Männern und Frauen, die eine fiktionale Pop-Rock-Gruppe, die The Staton-House Band, unterstützen. Sie taucht auch in den Alltag von Managern, Produzenten, Busfahrern und Technikern, ihren materiellen Anliegen und ihren Herzensgeschichten ein.

## Rezeption

### Kritik
„Mit comichaften Figuren versucht man in Roadies legendäre Geschichten von hinter der Konzertbühne zu erzählen - leider wird es dabei weder amüsant noch emotional.“